# UzAuto Motors
UzAuto Motors – uzbecki producent samochodów osobowych z siedzibą w Asace, działający od 1992 roku. Oferuje samochody pod marką Chevrolet.
Pierwotnie spółka typu joint venture UzDaewoo, założona w 1992 roku przez południowokoreańskiego producenta samochodów Daewoo Motor i rząd Uzbekistanu. W latach 2005–2008 spółka w całości była własnością rządu uzbeckiego, z kolei w latach 2008–2019 jako Uzbekistan należała do koncernu General Motors, by w 2019 roku stać się własnością uzbeckiego rządu. 

## Produkowane modele

### Obecnie produkowane
- Chevrolet Damas (od 1996)
- Chevrolet Labo (od 1996)
- Chevrolet Cobalt (2013–2015, od 2019)
- Chevrolet Lacetti (2003–2015, od 2019)
- Chevrolet Onix (od 2022)
- Chevrolet Tracker IV (od 2022)

### Historyczne

#### Daewoo
- Daewoo Tico (1996–2001)
- Daewoo Nexia (1996–2008)
- Daewoo Matiz (2001–2015)
- Daewoo Nexia II (2008–2016)

#### Ravon
- Ravon Matiz (2015–2018)
- Ravon R2 (2015–2019)
- Ravon R4 (2015–2019)
- Ravon Nexia R3 (2015–2019)
- Ravon Gentra (2015–2019)

#### Chevrolet
- Chevrolet Epica (2008–2011)
- Chevrolet Malibu IV (2013–2016)
- Chevrolet Captiva (2008–2018)
- Chevrolet Orlando (2014–2018)
- Chevrolet Malibu V (2017–2019)
- Chevrolet Tracker III (2018–2020)
- Chevrolet Spark (2019–2022)
- Chevrolet Nexia 3 (2019–2022)

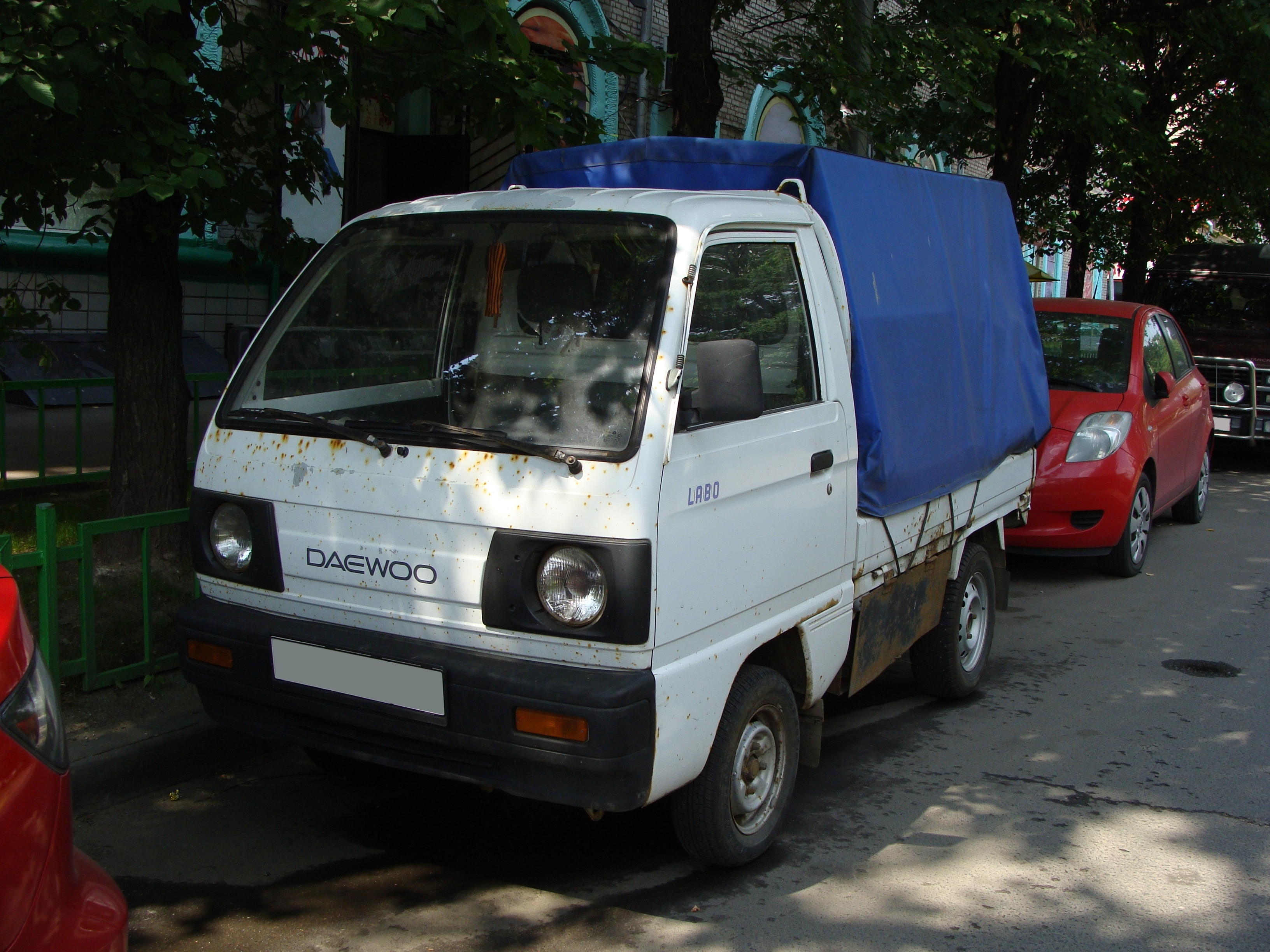
Daewoo Labo
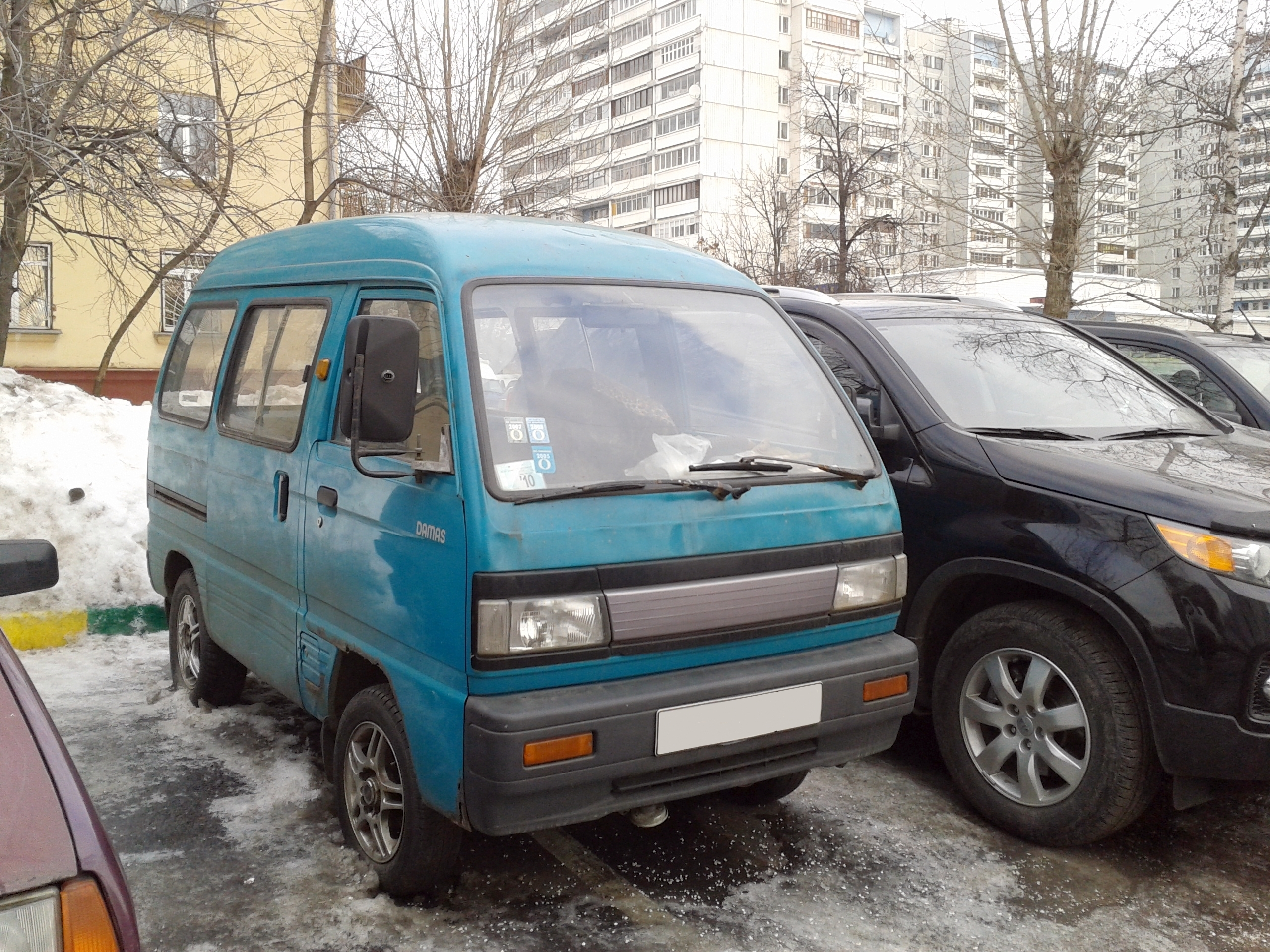
Daewoo Damas
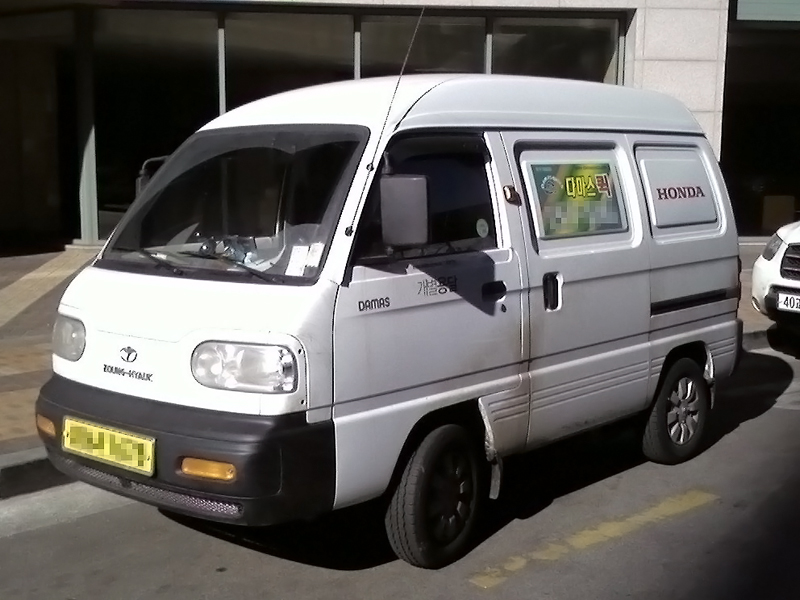
Daewoo Damas II
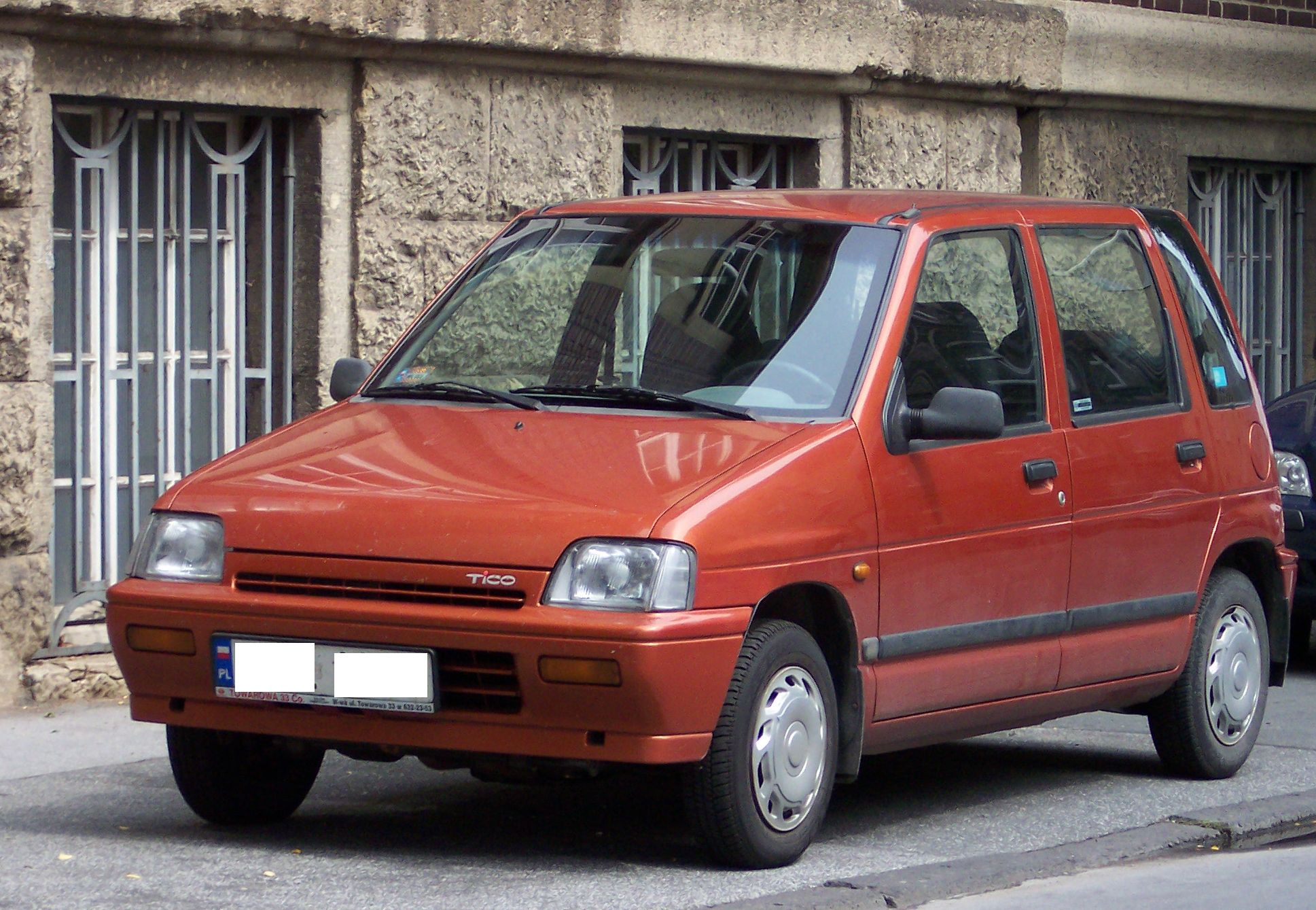
Daewoo Tico
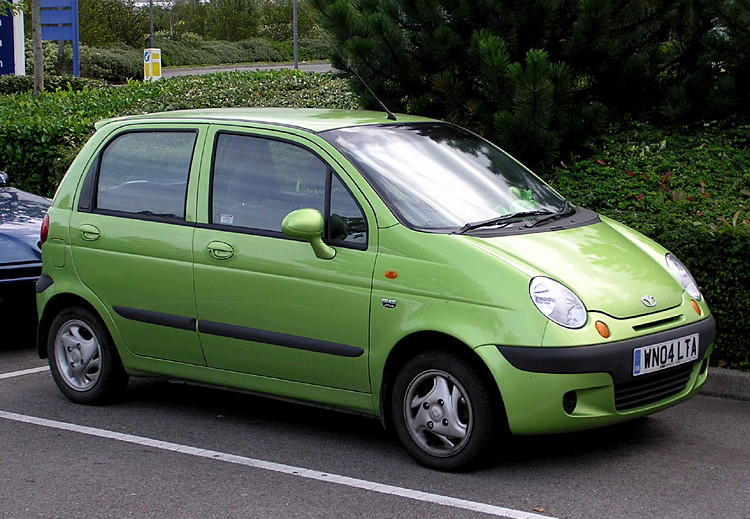
Daewoo Matiz
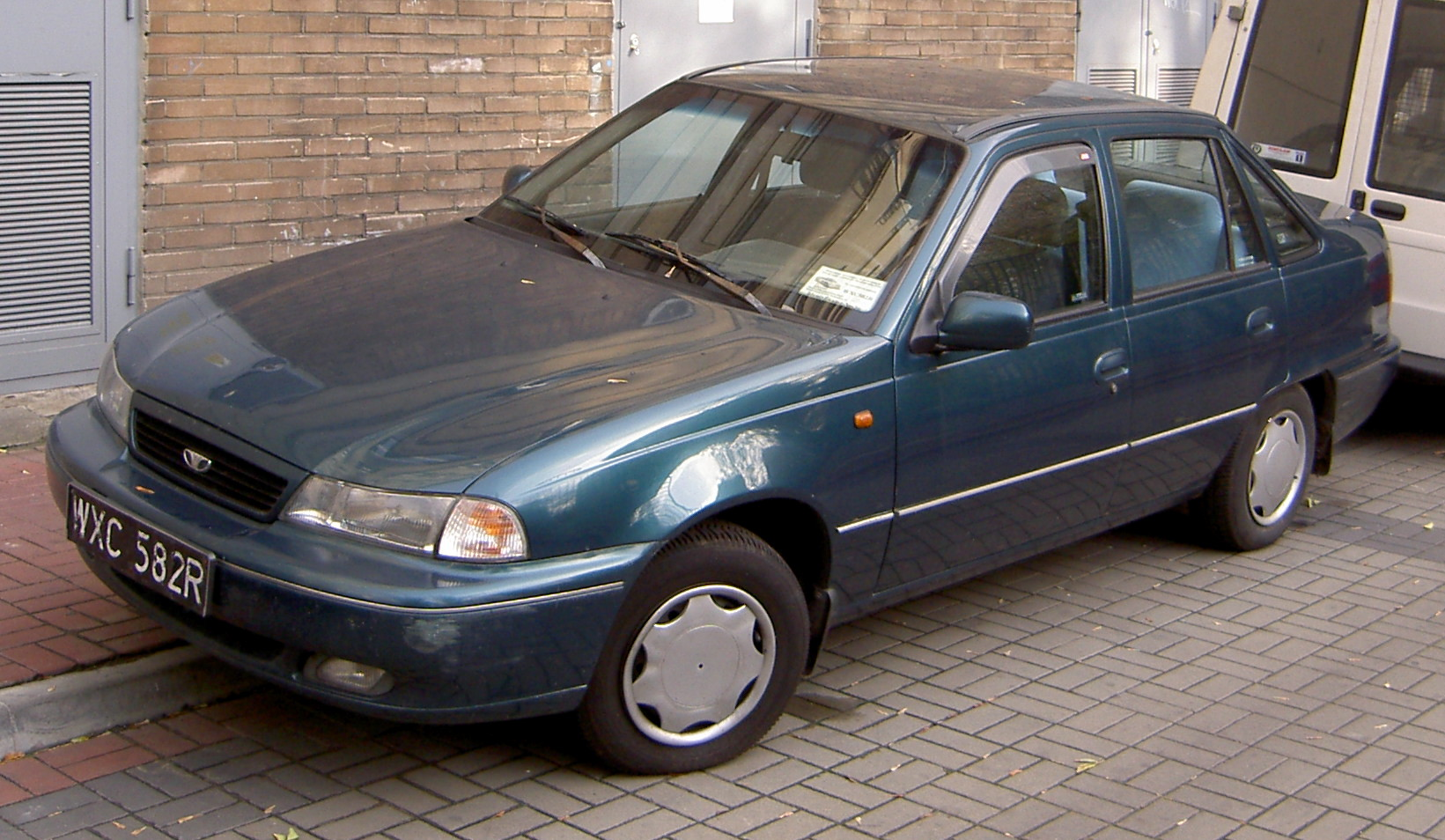
Daewoo Nexia
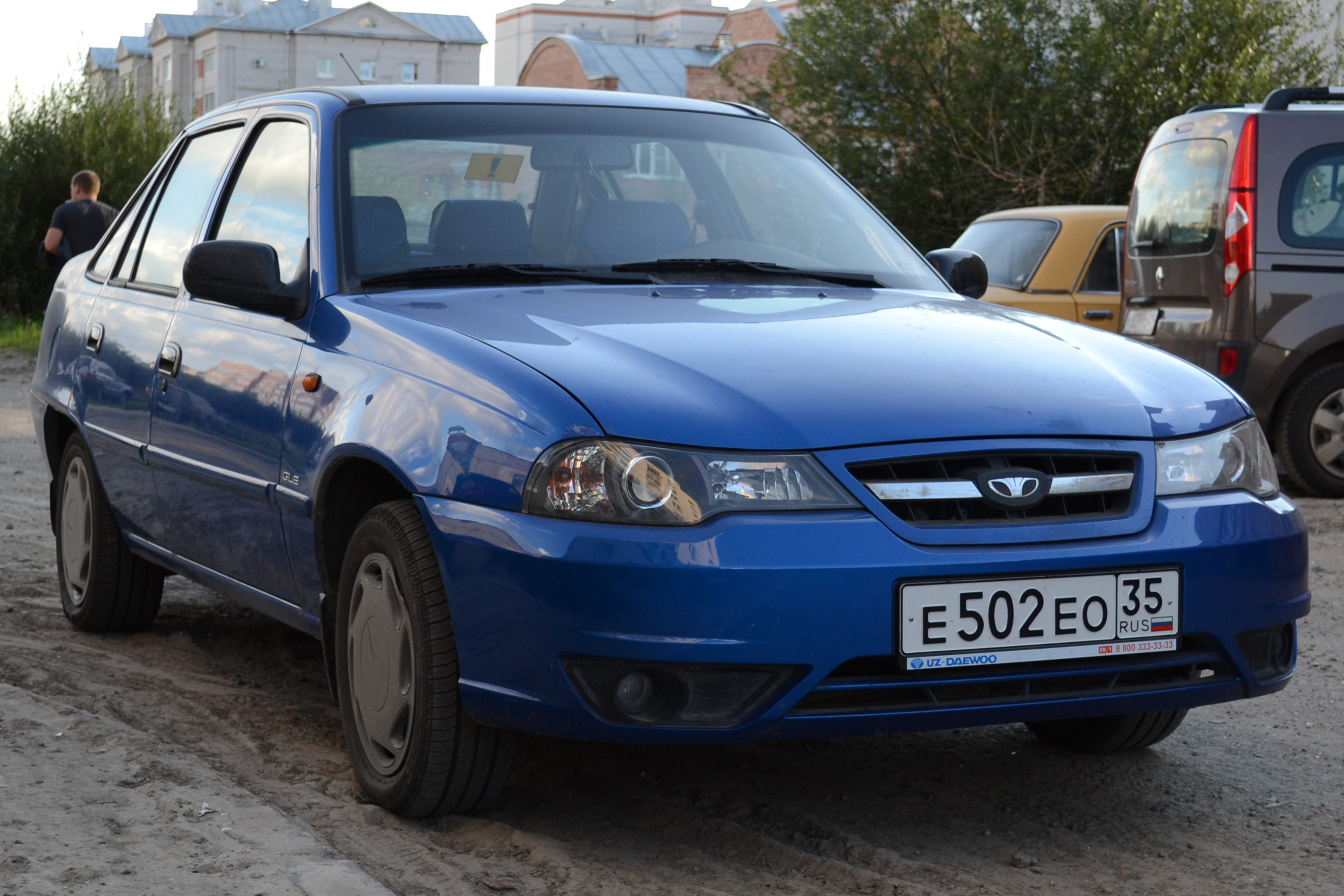
Daewoo Nexia II
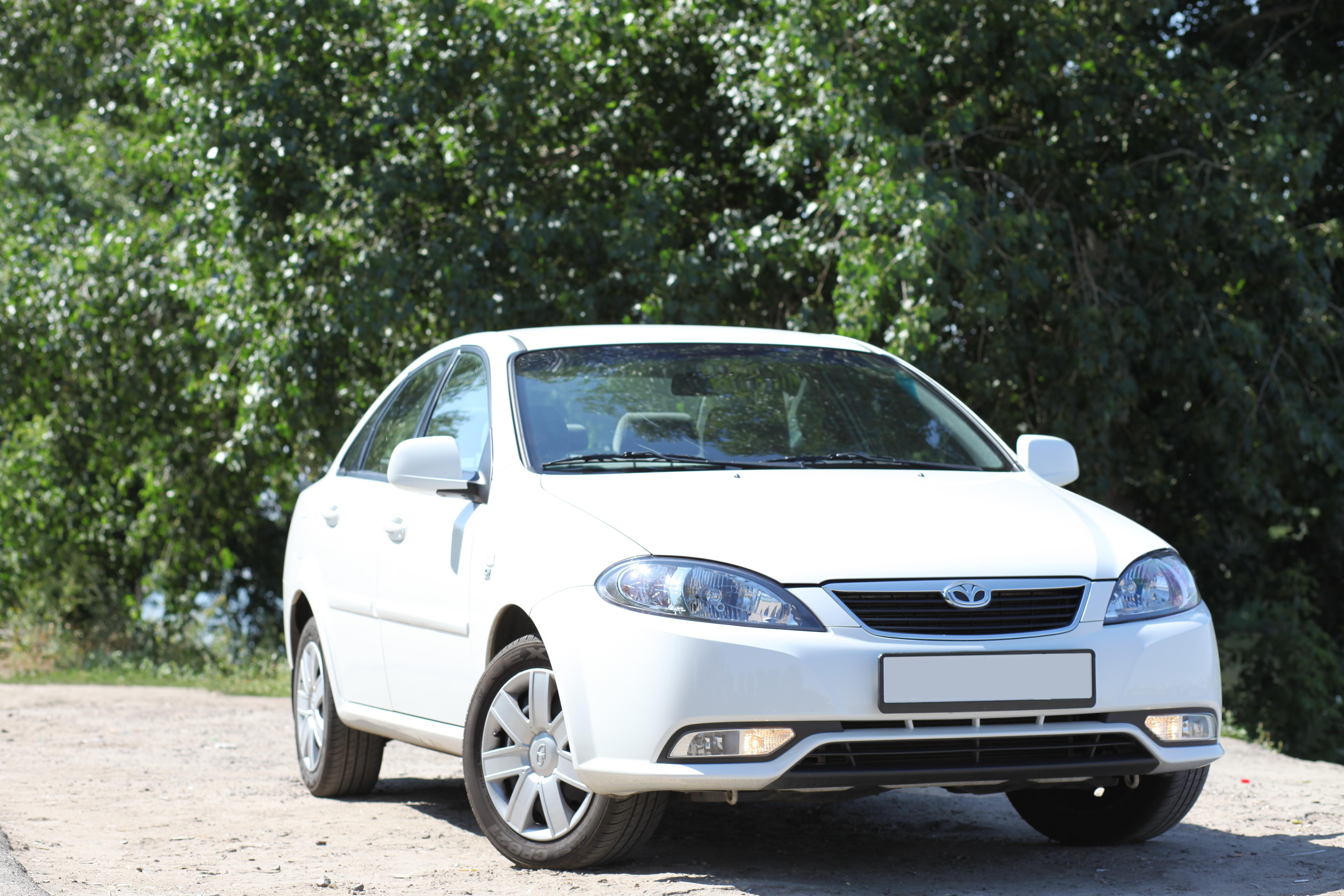
Daewoo Gentra
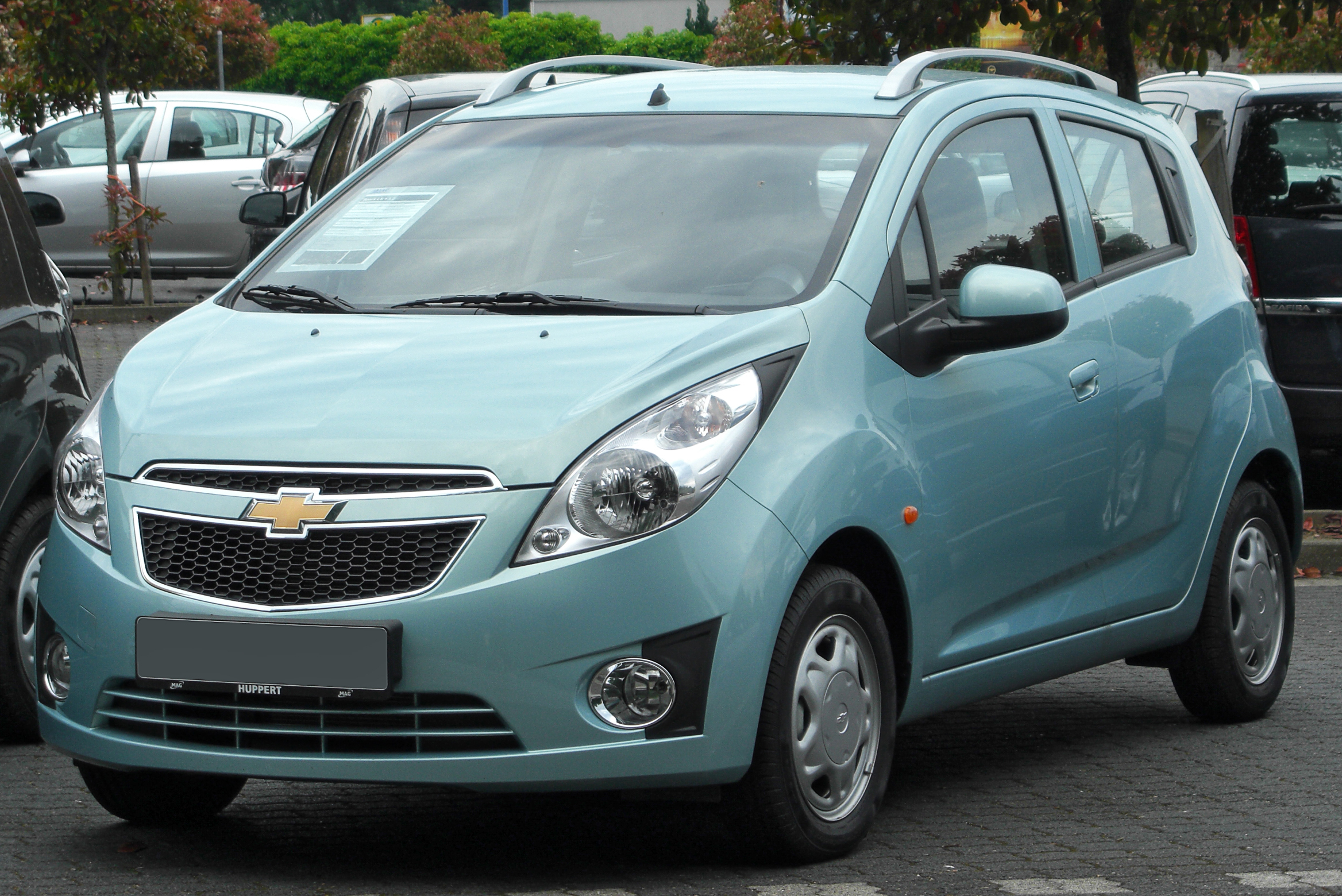
Chevrolet Spark
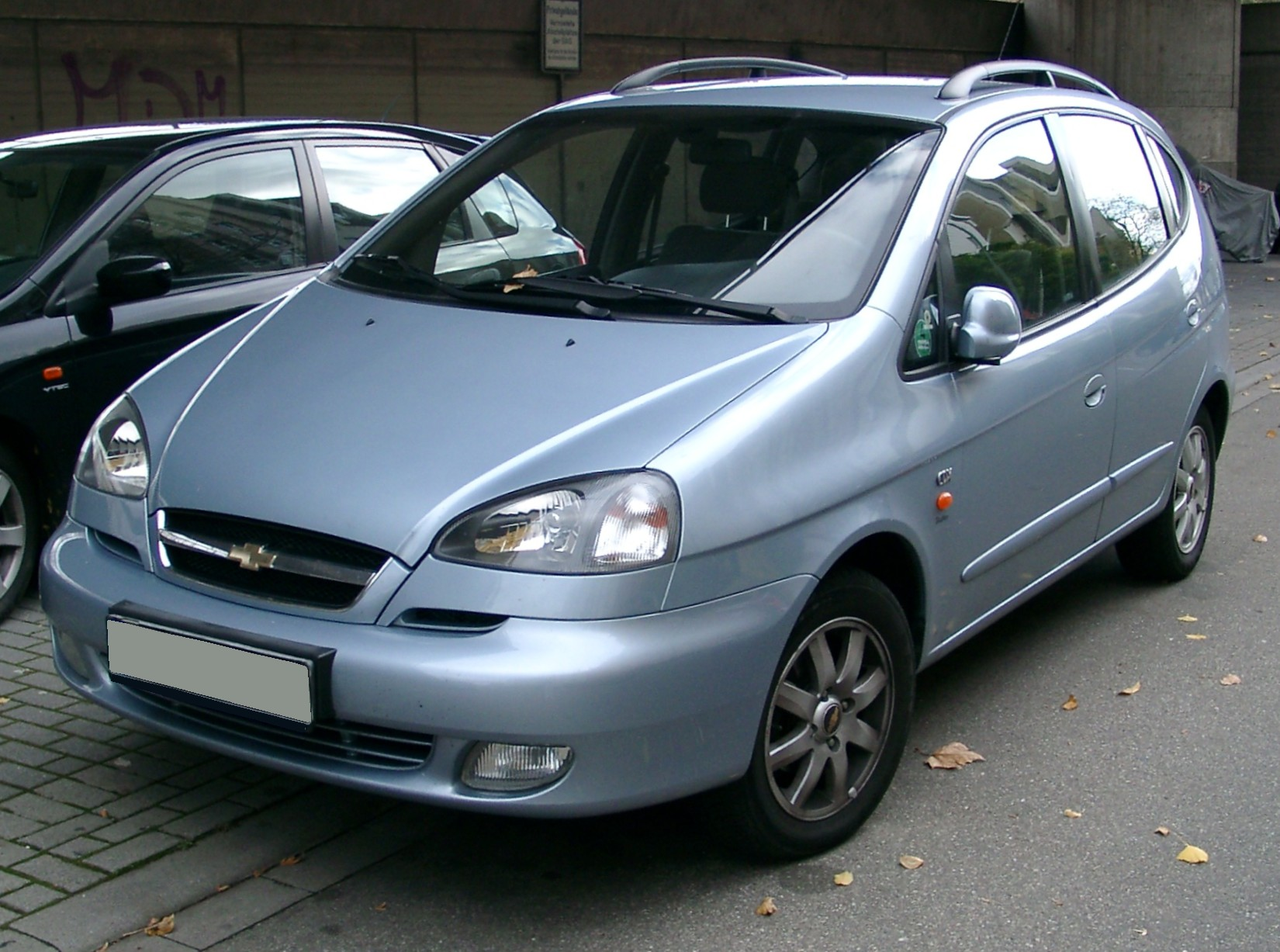
Chevrolet Tacuma
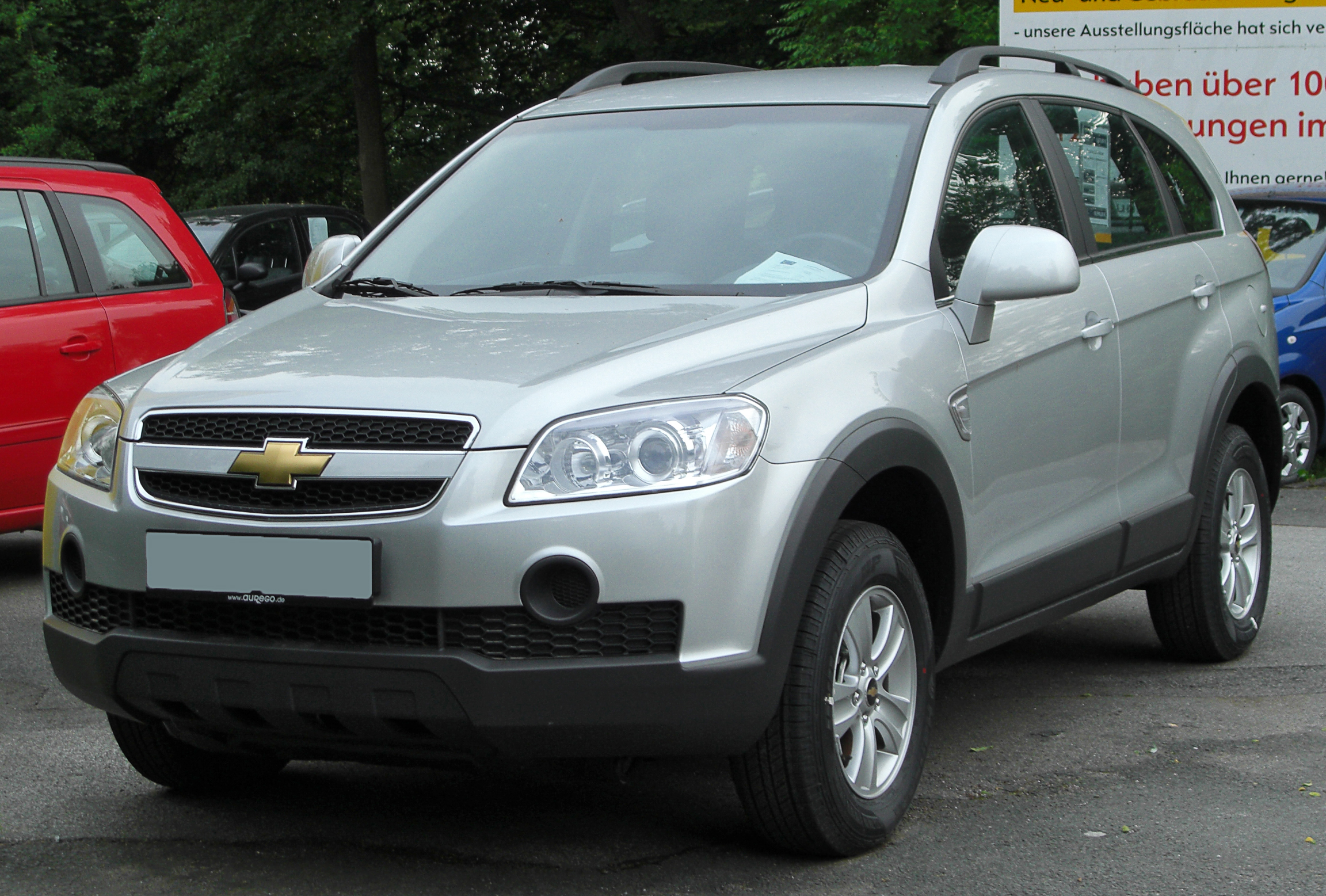
Chevrolet Captiva
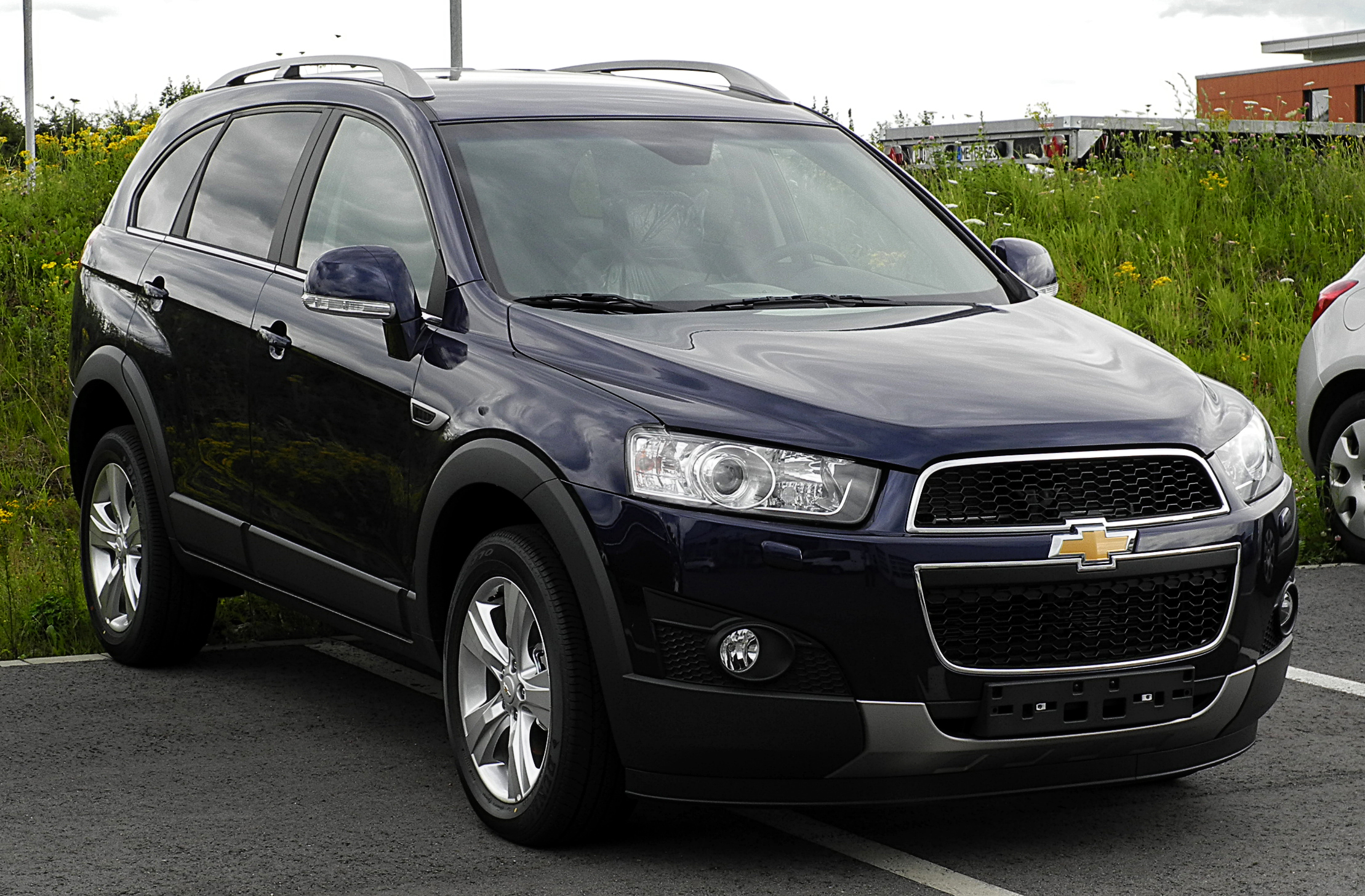
Chevrolet Captiva II
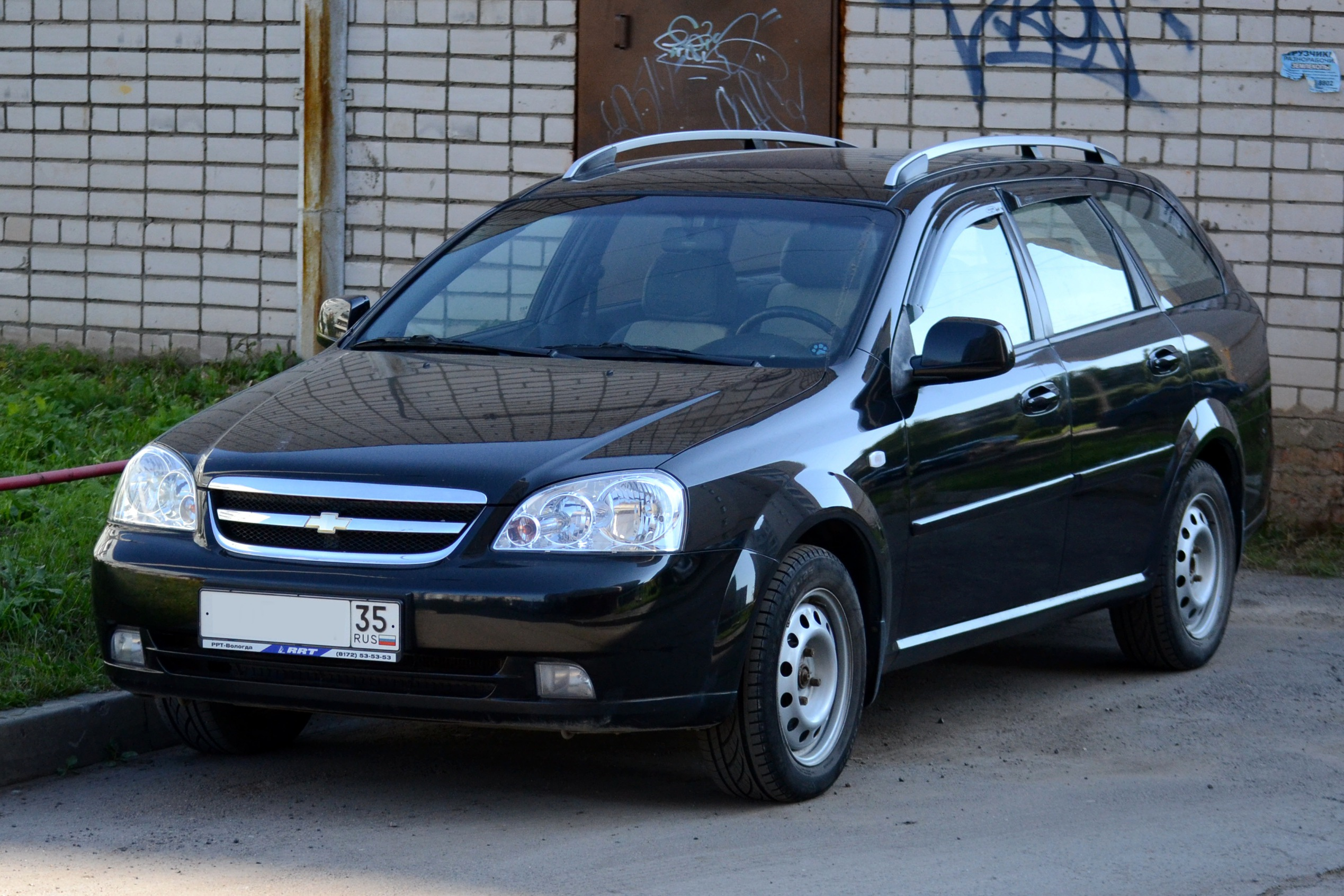
Chevrolet Lacetti
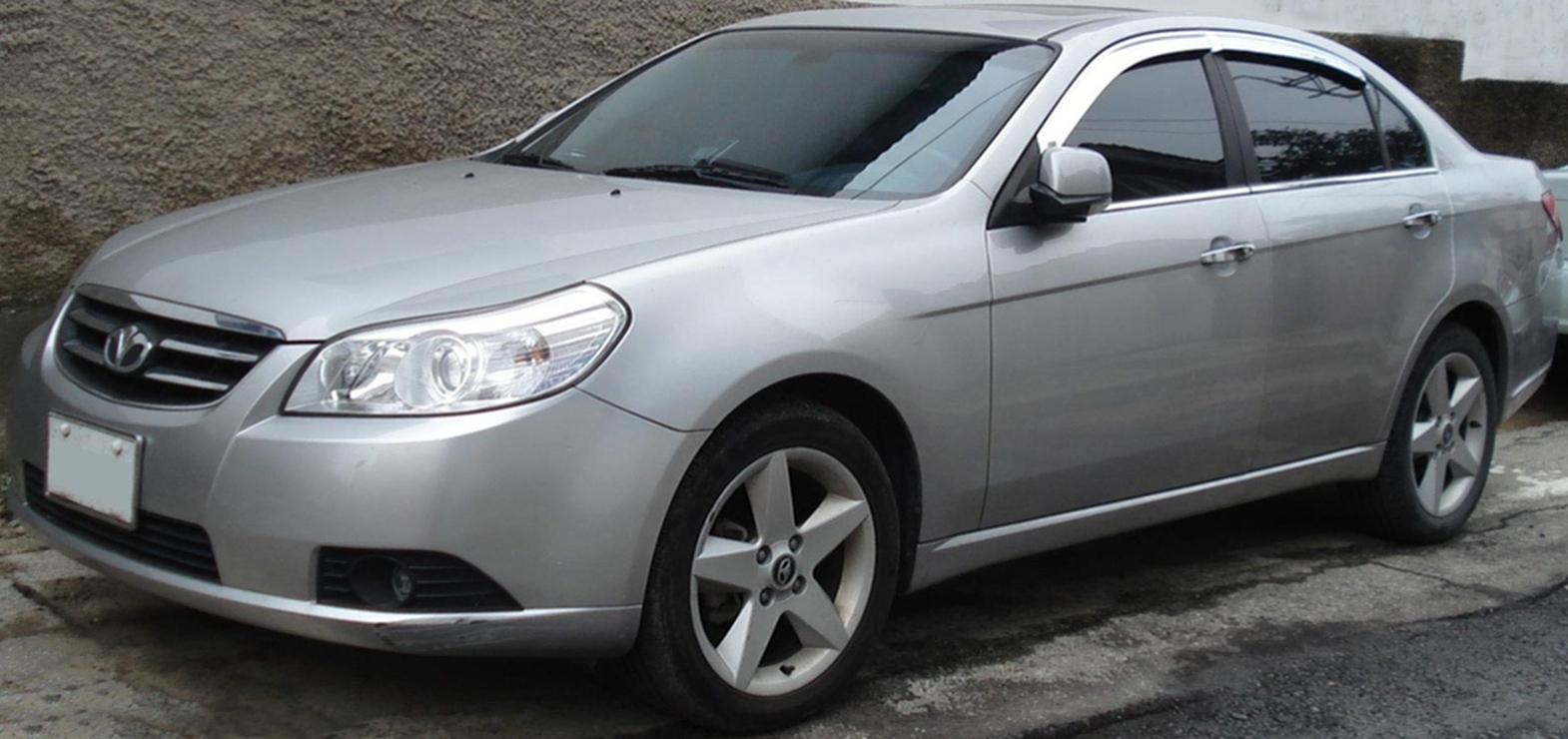
Chevrolet Epica
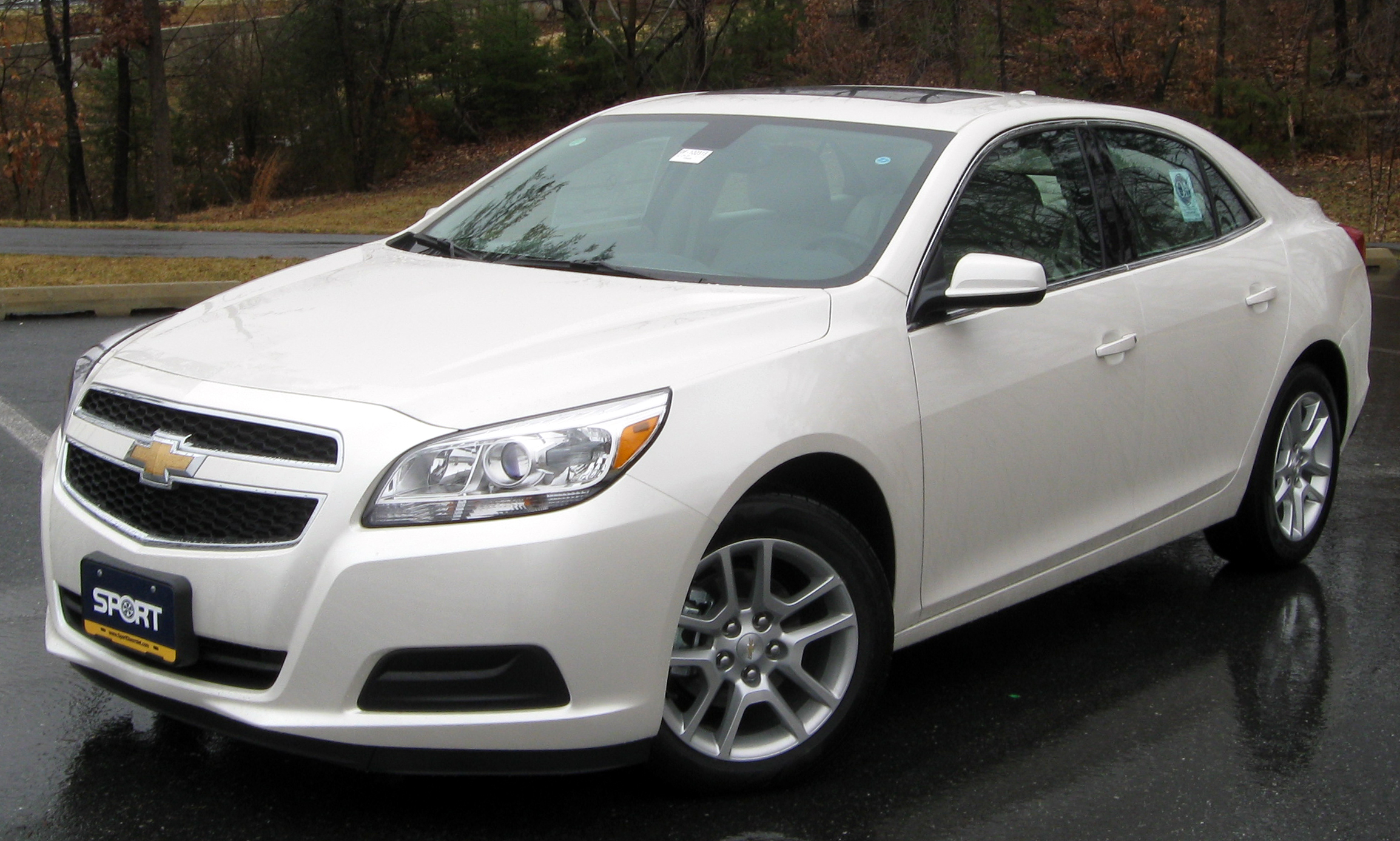
Chevrolet Malibu
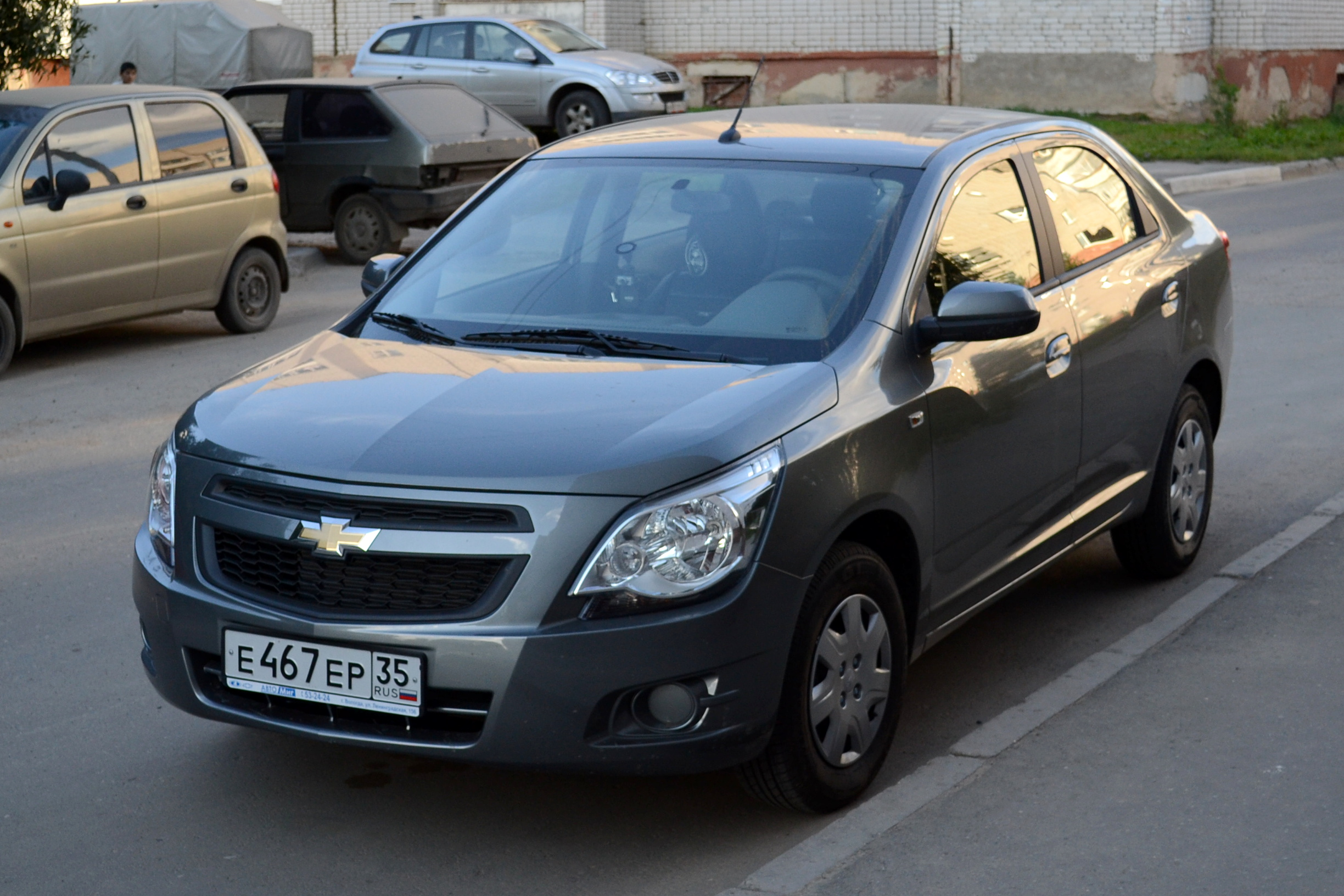
Chevrolet Cobalt
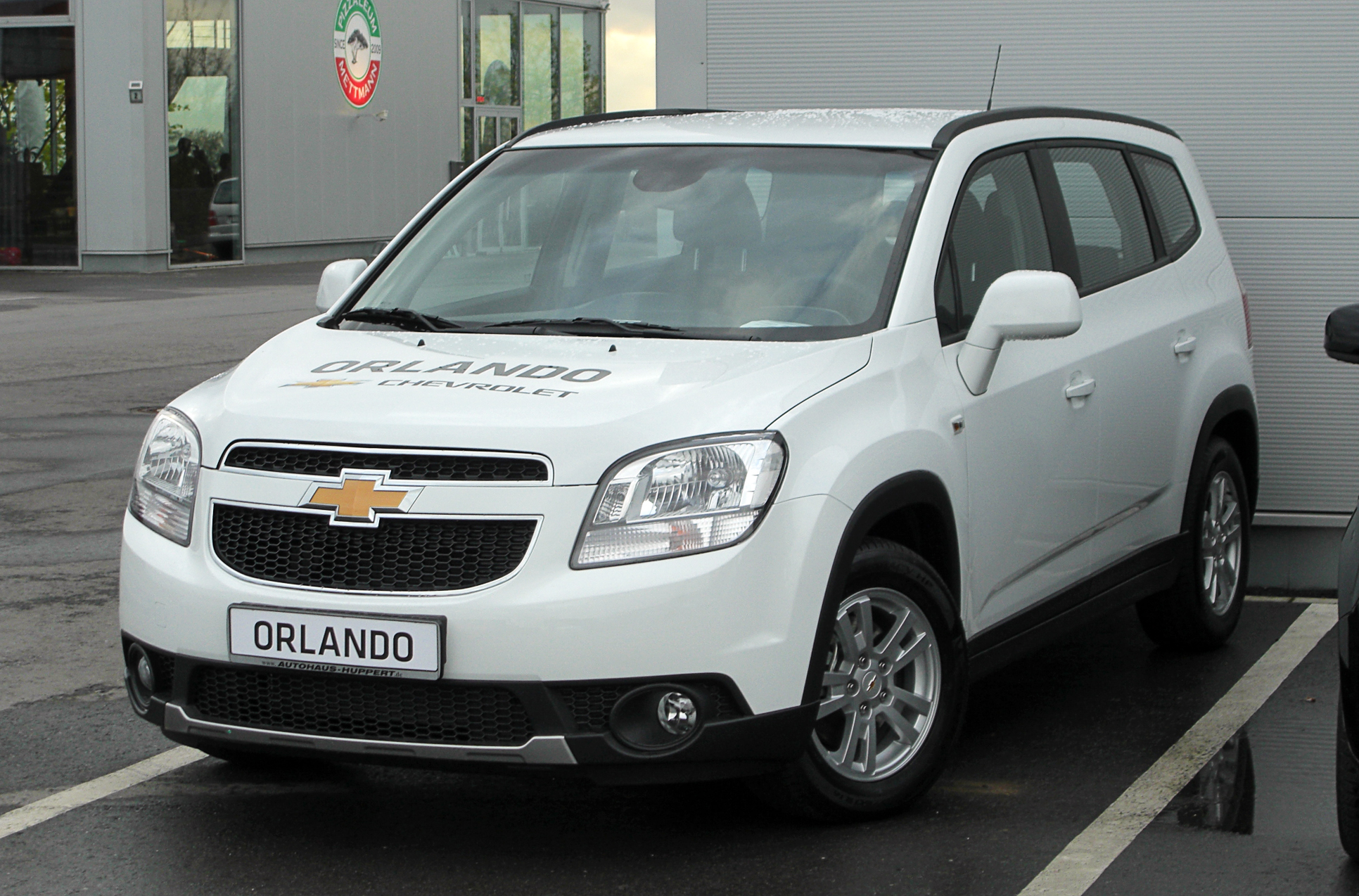
Chevrolet Orlando
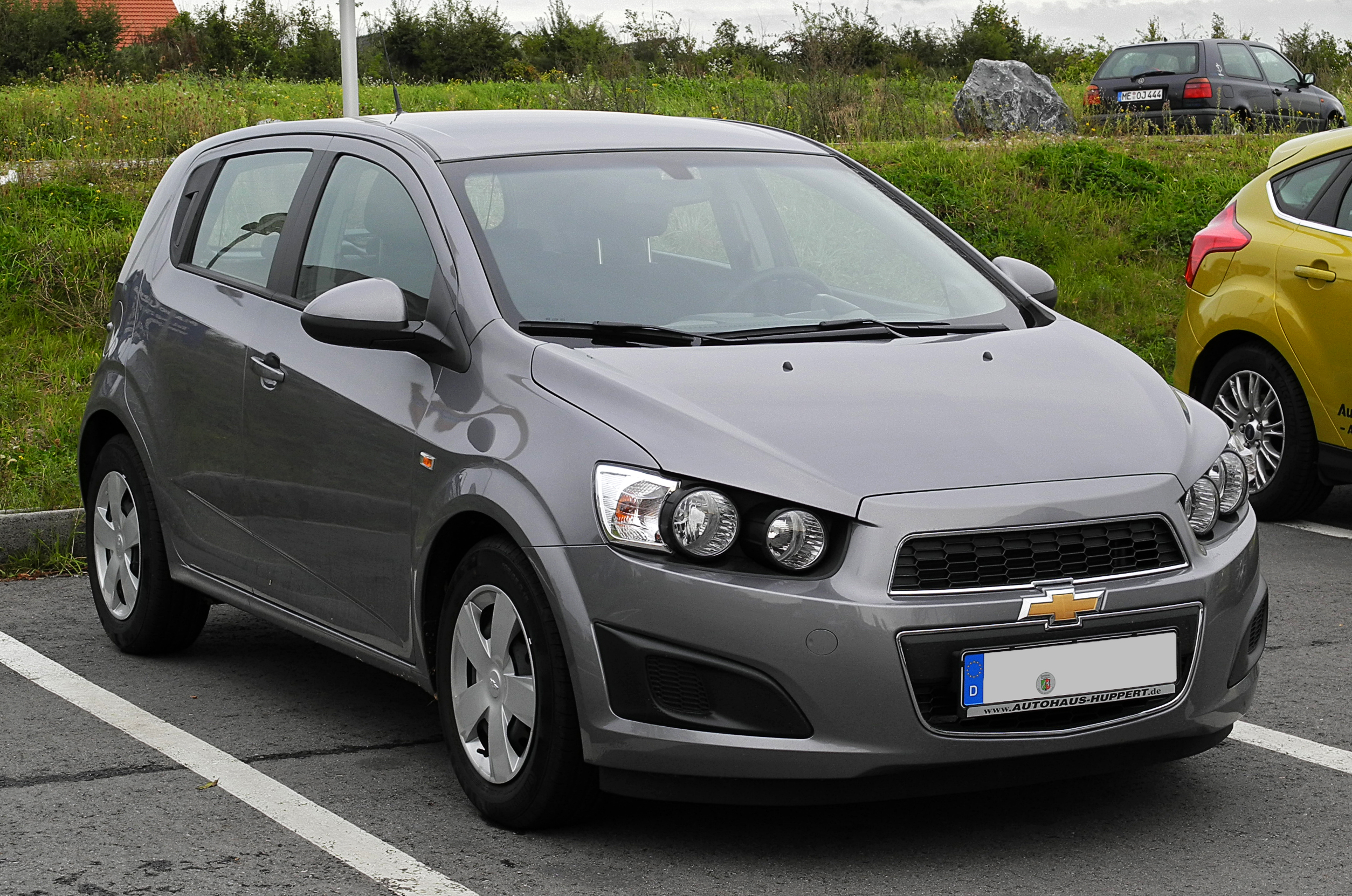
Chevrolet Aveo
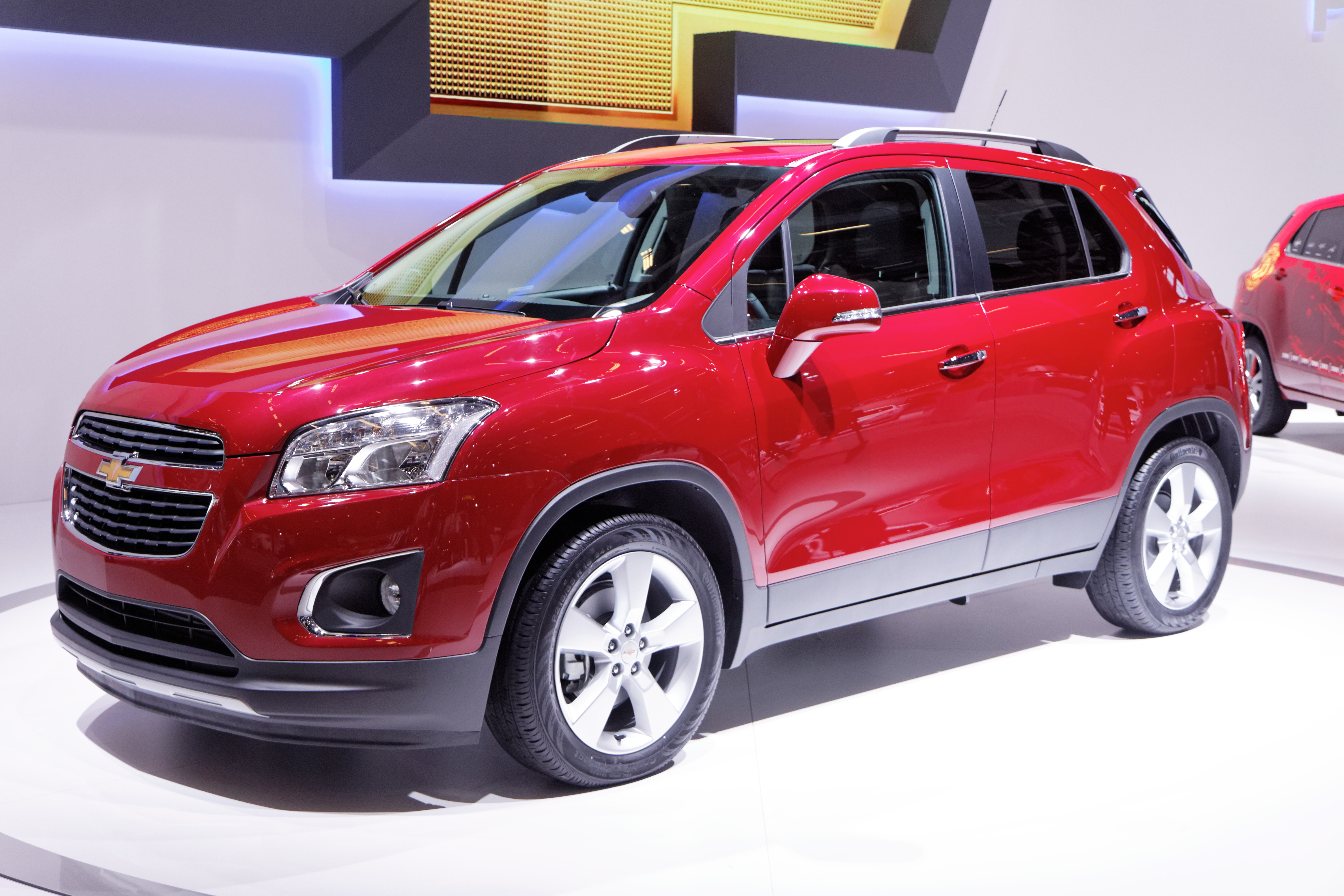
Chevrolet Tracker
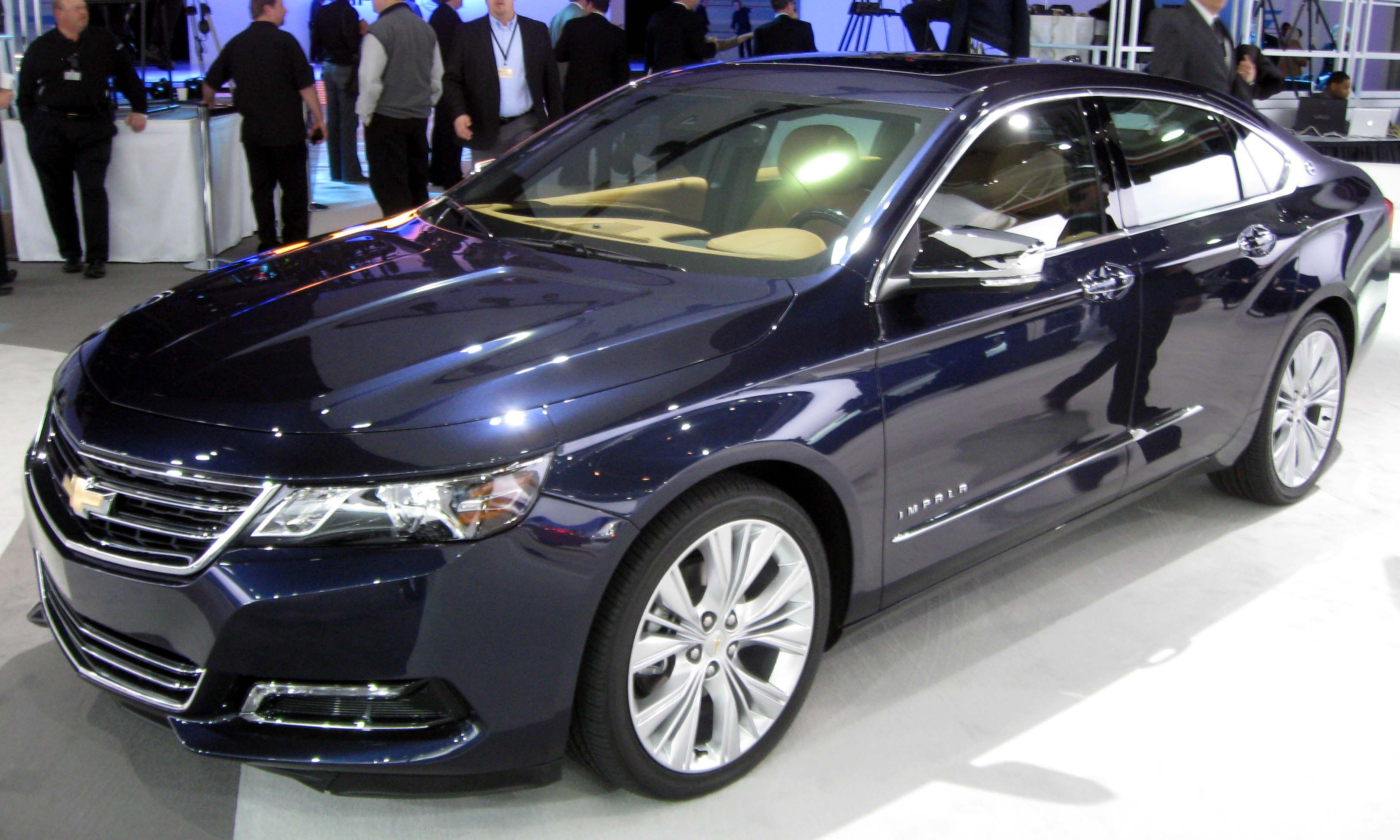
Chevrolet Impala